# Джумалиев, Кубен
Кубен Джумалиев (1893—1957) — советский животновод, заведующий коневодством колхоза «Родина» Новобогатинского района Гурьевской области, Казахская ССР. Герой Социалистического Труда (1948).

## Биография
Родился в 1893 году в селе Забурын Новобогатинского района Гурьевской области Казахстана.
В 1930—1946 годах возглавлял бригаду рыбаков колхоза имени Амангельды.
В 1946 году в связи с укрупнением Амангельдинского колхоза, правление назначило его заведующим товарной коневодческой фермой вновь организованного хозяйства «Родина». К.Жумалиев с первых лет работы на ферме уделял особое внимание росту поголовья лошадей на ферме, разведению табунных кобыл.
В 1947 году его ферма вырастила 214 жеребят от 219 кобыл. В 1951 году ферма выполнила план по разведению лошадей на 102 процента и вырастила 393 жеребёнка от 393 кобыл в стаде. В 1954 году уволился по собственному желанию в возрасте старше 60 лет.
Указом Президиума Верховного Совета СССР от 23 июля 1948 года «за получение высокой продуктивности животноводства в 1947 году при выполнении колхозом обязательных поставок сельскохозяйственных продуктов и плана развития животноводства» удостоен звания Героя Социалистического Труда с вручением ордена Ленина и золотой медали «Серп и Молот»